# Арсеній (Брянцев)
Архієпископ Арсеній (в миру Олександр Дмитрович Брянцев; 27 серпня 1839, Волоста-П'ятниця, Юхновський повіт, Смоленська губернія — 28 квітня 1914, Харків) — релігійний діяч в Україні часів Російської імперії. Єпископ синодальної Російської православної церкви з титулом «архієпископ Харківський і Охтирський».

## Біографія
Народився 27 серпня 1839 року, в селі Волоста-П'ятниця, Юхновського повіту, Смоленської губернії. Батько — Дмитро Аверкієвич Брянцев (1804–1865) — дяк (псаломщик) в с. Волоста-П'ятниця, мати — Ганна Сергіївна Брянцева (1804–1881).
В 1863 році закінчив семінарію. У цьому ж році приїздить в Україну, де поступив в Київську Духовну Академію (синодальну), яку закінчив зі ступенем магістра богослов'я 1867.
16 серпня 1867 року призначений законовчителем гімназії в м. Біла Церква Київської губернії.
Після закінчення Київської духовної академії, 21 січня 1868 року одружився з донькою протоієрея київської Набережно-Миколаївської церкви — Соловйовій Марії Георгіївні.
2 лютого 1868 — диякон, 4 лютого 1868 пресвітер. 27 серпня 1869 переміщений — настоятелем Києво-Печерської Воскресенської церкви і разом з тим, законовчителем Києво-Подільської гімназії і Київського військового училища.
У січні 1871 року, незабаром після народження дочки, його дружина помирає.
З 2 грудня 1872 року настоятель церкви Київського інституту шляхетних дівчат і законовчитель інституту.
19 березня 1873 року, за рекомендацією митрополита Київського Арсенія, призначено ректором Таврійської духовної семінарії та 9 квітня возведений у сан протоієрея. 26 квітня 1875 року пострижений у чернецтво з ім'ям Арсенія, а 27 квітня возведений у сан архімандрита.

## Виїзд з України
17 травня 1882 р. хіротонізований на єпископа Ладозького, вікарія Санкт-Петербурзької митрополії. Хіротонія відбулася в Свято-Троїцькому соборі Олександро-Невської Лаври. Хіротонію здійснювали: митрополит Санкт-Петербурзький Ісидор (Нікольський), Архієпископ Холмсько-Варшавський Леонтій (Лебединський), Архієпископ Казанський Сергій (Ляпидевський) та ін.
У цьому ж році за сумісництвом призначений спостерігачем за викладанням Закону Божого у світських чоловічих і жіночих навчальних закладах м. Санкт-Петербурга і його околиць і, крім того, визначено головою Історико-Статистичного Комітету і провідну членом Синодальної Контори.
22 жовтня 1883 року призначений у сані єпископа ректором і професором Санкт-Петербурзької Духовної Академії.

## Переїзд до Латвії
28 березня 1887 року призначений єпископом Ризьким і Мітавським.
За десятирічне перебування (з 1887 по 1897 рр.) на Ризькій кафедрі він здобув кошти для спорудження храмів (було споруджено 67 нових храмів і кілька каплиць), утворив 26 нових парафій (загальна кількість парафій зросла з 169 до 195), ввів духовні бесіди з народом, влаштував бібліотеки і видав багато брошур духовного змісту. Його ретельністю створений Пюхтицький жіночий монастир, а в Ризі заснована Свято-Троїцька жіноча громада і влаштовані майже у всіх значних містах єпархії церковні склади книг релігійно-морального змісту. При всіх церквах завів бібліотеки, широко розгорнув місіонерські бесіди, заснував при духовній семінарії Історико-статистичний Комітет з опису церков і парафій Ризької єпархії. В 1896 році заснував Церковно-археологічний музей у м. Ризі. Перетворив Ризькі Єпархіальні Відомості і на небувалу висоту підняв розповсюдження популярних книг і брошур релігійно-морального змісту. Був деякий час редактором «Таврійських Єпархіальних Відомостей» і крім того, видав «Путівник по святих місцях Києво-Печерської Лаври».
15 травня 1893 року за видатні заслуги перед Церквою возведений у сан архієпископа Ризького і Мітавського.

## Переїд до Татарстану
4 жовтня 1897 року призначений Архієпископом Казанським і Свіяжським. На Казанській кафедрі особливою його турботою була місіонерська діяльність.
В 1901 році нагороджений діамантовим хрестом для носіння на клобуку.

## Повернення в Україну
З 8 лютого 1903 року — архієпископ Харківський і Охтирський.
Незважаючи на свій похилий вік і часте нездужання, чимало дбав про благоустрій Харківської єпархії та релігійно-моральній освіті пастви. З цією метою ним було відкрито в Харкові братство Озерянської ікони Божої Матері, з відділеннями у всіх містах єпархії, а при братстві велику місіонерську бібліотеку, в яку особисто ним пожертвувано більше тисячі томів; розширено діяльність місіонерського ради, засновані посади повітових та окружних місіонерів; збудований єпархіальний будинок, і при ньому відкрита єпархіальна бібліотека, засновано церковно-археологічне товариство і музей, єпархіальна друкарня; влаштовано друге жіноче єпархіальне училище, розширені деякі чоловічі училища; навіть нижчі чиновники консисторії забезпечені пристойними безкоштовними квартирами, для чого збудований прекрасний кам'яний будинок; для вдів і сиріт духовенства значно розширено діяльність єпархіального піклування, заснована допоміжна похоронна каса, і, головне, майже при всіх монастирях єпархії влаштовані притулки для сиріт духовенства.
Помер 28 квітня 1914 року після нетривалої хвороби в Харкові. Похований у харківському монастирі на честь Покрова Пресвятої Богородиці.

## Праці
до вступу на Рижську кафедру: 
- Патриарх Кирилл Лукарис и его заслуги для православной церкви. // Странник. — 1868.
- Слова и речи, архимандрита Арсения, сказанные в Крыму в должности ректора Таврической семинарии в 1872—1881 г. — Симферополь, 1881.
- Путеводитель по святыням Киево-Печерской Лавры для богомольцев.

видані в Ризі: 
- Слова и речи Арсения, Епископа Рижскаго и Митавскаго, говоренныя в разных местах его служения. — 1889.
- Слова и речи Архиепископа Арсения к Рижской пастве. — 1894.
- Домашняя беседа о нуждах епархии с о.о. благочинными депутатами XXI епархиальнаго съезда в 1888 г.
- Благожелания духовенству Рижской Епархии по случаю исполнившагося пятилетия управления оной.
- О святой православной вере.
- Торжество в Пюхтице на св. горе 13,14,15 и 16 августа 1892 г..
- Пострижение в монашество и возведение в сан архимандрита ректора Рижской духовной семинарии о. Иоанна Левитскаго.
- Слово в печальные дни после кончины Императора Александра III.
- Слово при освящении храма в Рижской Александровской гимназии в 1894 г..
- Речь пред молебном 13 октября 1893 г. в день 25-летия Рижской женской Ломоносовской гимназии.
- Речь Рижскому Петропавловскому Братству в день его 25-летия.
- Речь игумении Пюхтицкаго Успенскаго монастыря Варваре при вручении ей жезла.
- Слово в день равноапостольнаго вел. князя Владимира, сказанное 15 июля 1890 г. в Дуббельнской церкви.
- Слово в тот же день 1891 г..
- Освящение храма во имя преподобнаго Сергия, Радонежскаго Чудотворца при Рижской Свято-Троицкой общине.
- Слово по освящении храма во имя преподобнаго Сергия Радонежскаго, построеннаго в Пюхтице, сказанное 5 июля 1895 г..
- Речь при открытии Валкской учительской семинарии, сказанная 4 сентября 1894 г..
- Освящение новопостроенных церквей на островах Даго и Вормсе преосвященным Арсением в 1893 г..
- Освящение Пебалгской церкви 28 июля 1891 г..
- Вступление преосвященнаго Арсения в управление Рижской епархиею.
- Речи пресовященнаго Арсения при открытии судебных учреждений в г. Риге.
- Путевыя заметки во время путешествия на богомолье преосвященнаго Арсения в 1890 г.
- 8 брошюр обозрения высокопреосвященным Арсением Рижской епархии в 1888—1895 гг., с описанием посещенных им приходов в историческом, этнографическом и церковном отношениях и с помещением в них тех поучений, которыя сказаны бывшим во время путешествий по епархии.
- Слово в день равноапостольнаго кн. Владимира, сказанное 15 июля в Дуббельнской церкви в 1894 г..
- Слово в тот же день 1895 г..
- Речь, сказанная в Ревеле 30 августа 1893 г..
- Речь 25 сентября 1893 г., сказанная в Кафедральном Соборе по случаю 500-летия кончины преподобнаго Сергия Радонежскаго.
- Речь, сказанная 18 октября 1892 г. в С.-Петербургской духовной Академии.
- Посещение Кокенгузена и слово, сказанное в Кокенгузенской церкви.
- Торжество освящения новаго дома Иллукстскаго примонастырскаго женскаго духовнаго училища Рижской епархии.
- 2 брошюры о посещениях в 1890 и 1892 годах Иллукстскаго женскаго монастыря и находящагося при нем духовнаго женскаго училища.
- Посещение фарфоровой фабрики Кузнецова.
- Протоиерей Яков Дмитриевич Брянцев (некролог).
- Посещение св. горы Пюхтицы, высокопреосвященным Арсением, Архиепископом Рижским и Митавским и пострижение им десяти инокинь в Пюхтицком Успенском монастыре.